# 조 윌슨
애디슨 그레이브스 "조" 윌슨 시니어(Addison Graves "Joe" Wilson Sr., 1947년 7월 31일 ~ )는 미국의 정치인이다.

## 학력
- 워싱턴 앤드 리 대학교 인문사회 학사
- 사우스캐롤라이나 대학교 법무박사

## 경력
- 1985.01 ~ 2001.12 제106·107·108·109·110·111·112·113·114대 사우스캐롤라이나 제23선거구 상원의원
- 2001.12 ~ 제107~대 미국 사우스캐롤라이나 제2선거구 연방하원의원

## 역대 선거 결과
| 선거명        | 직책명                                | 대수  | 정당   | 득표율  | 득표수    | 결과 | 당락                             |
| ------------- | ------------------------------------- | ----- | ------ | ------- | --------- | ---- | -------------------------------- |
| 1976년 선거   | 상원의원 (사우스캐롤라이나 제8-4부)   | 102대 | 공화당 | 49.48%  | 40,545표  | 2위  | 낙선                             |
| 1984년 선거   | 상원의원 (사우스캐롤라이나 제23부)    | 106대 | 공화당 | 77.85%  | 19,144표  | 1위  | 사우스캐롤라이나 주의원 당선     |
| 1988년 선거   | 상원의원 (사우스캐롤라이나 제23부)    | 108대 | 공화당 | 83.28%  | 23,790표  | 1위  | 사우스캐롤라이나 주의원 당선     |
| 1992년 선거   | 상원의원 (사우스캐롤라이나 제23부)    | 110대 | 공화당 | 99.87%  | 27,595표  | 1위  | 사우스캐롤라이나 주의원 당선     |
| 1996년 선거   | 상원의원 (사우스캐롤라이나 제23부)    | 112대 | 공화당 | 100.00% | 26,979표  | 1위  | 사우스캐롤라이나 주의원 당선     |
| 2000년 선거   | 상원의원 (사우스캐롤라이나 제23부)    | 114대 | 공화당 | 100.00% | 35,241표  | 1위  | 사우스캐롤라이나 주의원 당선     |
| 2001년 재선거 | 하원의원 (사우스캐롤라이나 제2선거구) | 107대 | 공화당 | 73.09%  | 40,355표  | 1위  | 사우스캐롤라이나주 하원의원 당선 |
| 2002년 선거   | 하원의원 (사우스캐롤라이나 제2선거구) | 108대 | 공화당 | 84.12%  | 144,149표 | 1위  | 사우스캐롤라이나주 하원의원 당선 |
| 2004년 선거   | 하원의원 (사우스캐롤라이나 제2선거구) | 109대 | 공화당 | 64.98%  | 181,862표 | 1위  | 사우스캐롤라이나주 하원의원 당선 |
| 2006년 선거   | 하원의원 (사우스캐롤라이나 제2선거구) | 110대 | 공화당 | 62.64%  | 127,811표 | 1위  | 사우스캐롤라이나주 하원의원 당선 |
| 2008년 선거   | 하원의원 (사우스캐롤라이나 제2선거구) | 111대 | 공화당 | 53.74%  | 184,583표 | 1위  | 사우스캐롤라이나주 하원의원 당선 |
| 2010년 선거   | 하원의원 (사우스캐롤라이나 제2선거구) | 112대 | 공화당 | 53.48%  | 138,861표 | 1위  | 사우스캐롤라이나주 하원의원 당선 |
| 2012년 선거   | 하원의원 (사우스캐롤라이나 제2선거구) | 113대 | 공화당 | 96.27%  | 196,116표 | 1위  | 사우스캐롤라이나주 하원의원 당선 |
| 2014년 선거   | 하원의원 (사우스캐롤라이나 제2선거구) | 114대 | 공화당 | 62.45%  | 121,649표 | 1위  | 사우스캐롤라이나주 하원의원 당선 |
| 2016년 선거   | 하원의원 (사우스캐롤라이나 제2선거구) | 115대 | 공화당 | 60.25%  | 183,746표 | 1위  | 사우스캐롤라이나주 하원의원 당선 |
| 2018년 선거   | 하원의원 (사우스캐롤라이나 제2선거구) | 116대 | 공화당 | 56.25%  | 144,642표 | 1위  | 사우스캐롤라이나주 하원의원 당선 |
| 2020년 선거   | 하원의원 (사우스캐롤라이나 제2선거구) | 117대 | 공화당 | 55.66%  | 202,715표 | 1위  | 사우스캐롤라이나주 하원의원 당선 |
| 2022년 선거   | 하원의원 (사우스캐롤라이나 제2선거구) | 118대 | 공화당 | 60.01%  | 147,699표 | 1위  | 사우스캐롤라이나주 하원의원 당선 |
| 2024년 선거   | 하원의원 (사우스캐롤라이나 제2선거구) | 119대 | 공화당 | 59.53%  | 211,514표 | 1위  | 사우스캐롤라이나주 하원의원 당선 |